# Jaskinia Filipczańska Niżnia

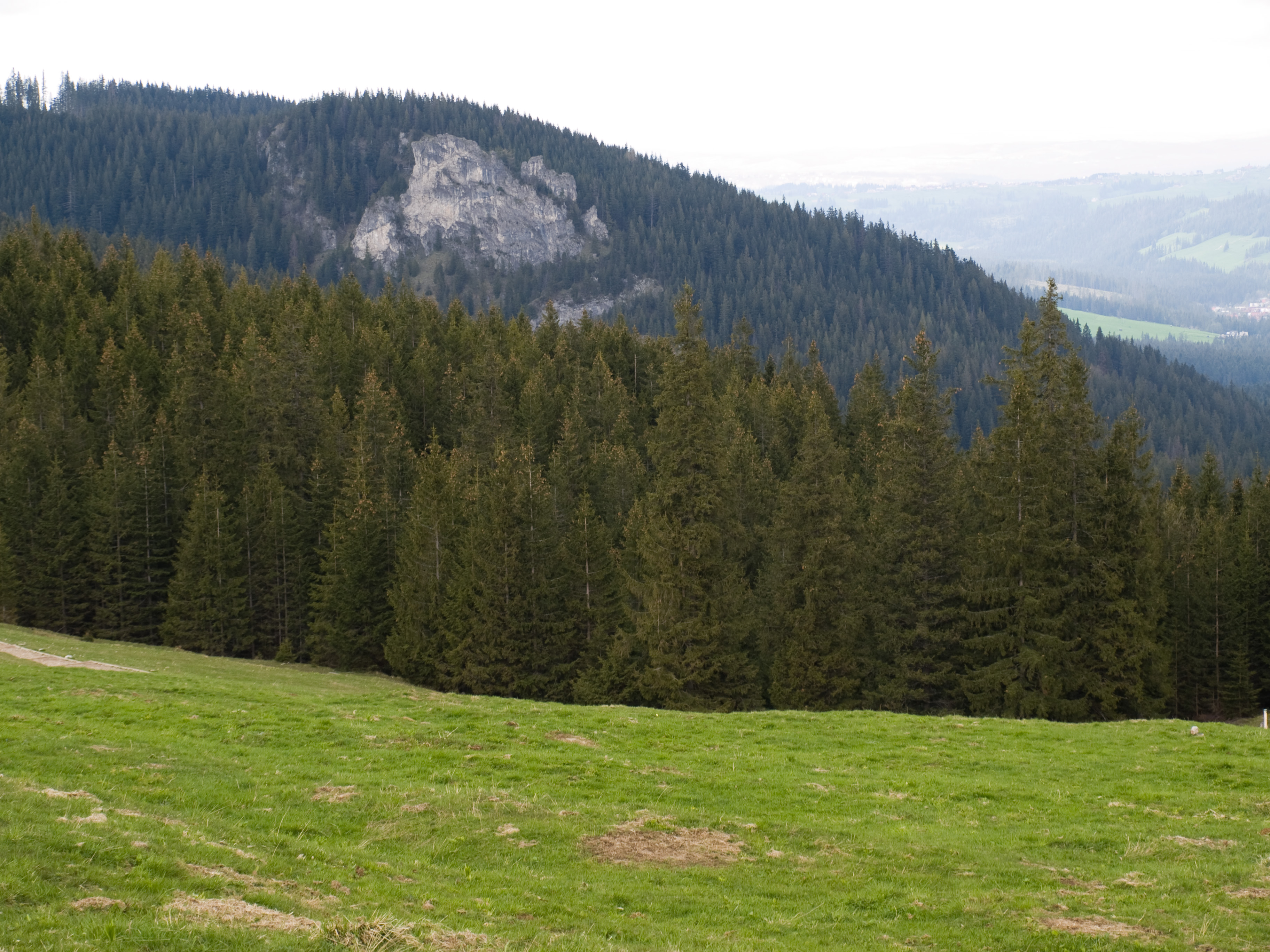
Filipczański Wierch. Widok z Rusinowej Polany

Jaskinia Filipczańska Niżnia – jaskinia w Dolinie Filipka w Tatrach Wysokich. Wejście do niej położone jest w skałce pod szczytem Filipczańskiego Wierchu, w pobliżu Groty Filipczańskiej Wyżniej i Groty Filipczańskiej nad Mostkiem, na wysokości 1193 metrów n.p.m. Długość jaskini wynosi 14 metrów, a jej deniwelacja 1,5 metra.

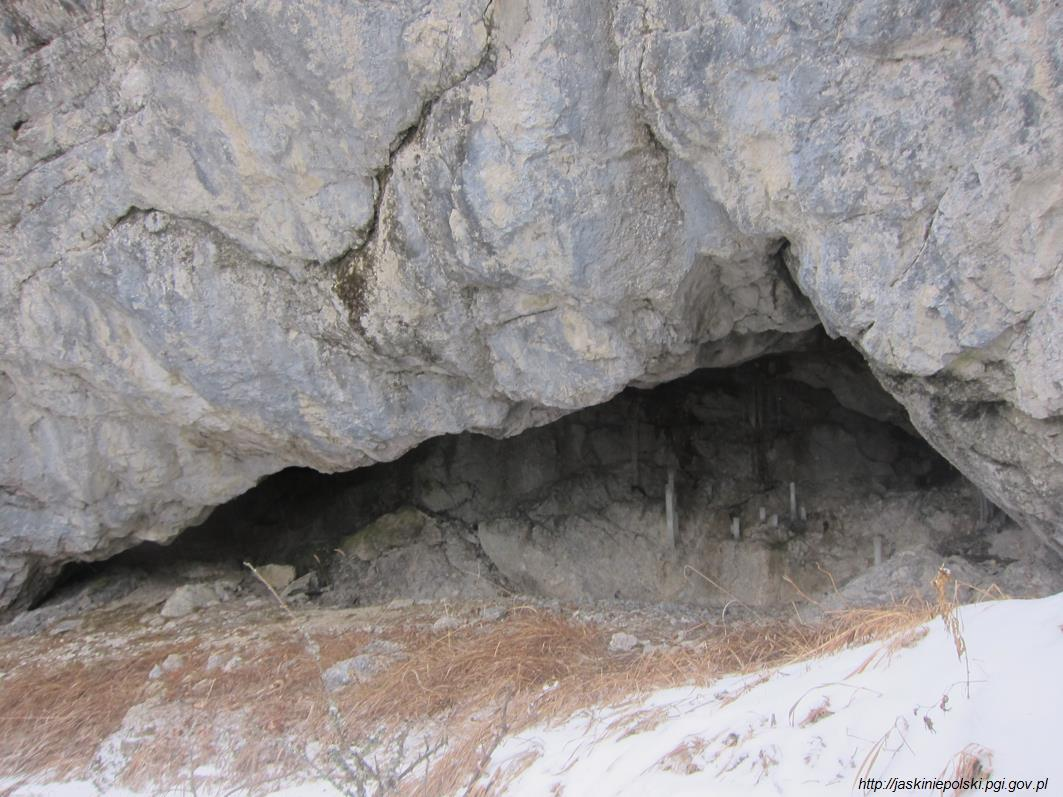
Otwór jaskini

## Opis jaskini
Jaskinię stanowi obszerna nyża znajdująca się zaraz za dużym otworem wejściowym. Odchodzi z niej idący w górę 6-metrowy korytarzyk.

## Przyroda
W jaskini można spotkać nacieki grzybkowe. Ściany są mokre, rosną na nich mchy i porosty.

## Historia odkryć
Jaskinia jest znana od dawna. Jej opis i plan sporządzili w lipcu 2000 roku A. Gajewska i K. Recielski.